# 趙遠
趙遠（15世紀—16世紀），貴州都司永寧衛人，明朝政治人物。

## 生平
趙遠是正德五年（1510年）庚午科雲貴鄉試舉人，授敘州通判，個性儉約，就任時僅讓一名僕人隨行，而不攜同妻兒，陞富順知縣，裁減當地浮虛費用，人們都感激他，改桂林同知，不墜其祖先趙抃家聲。

## 引用
1. 1 2  光緒《敘永永寧廳縣合志·卷二十六·人物志一》：趙遠，【舊志】永寧人，正德庚午舉人，任敘州府別駕，天性儉約，之官僅一僕隨之，不攜妻子，擢富順縣知縣，裁減浮費，人咸德之，歷官桂林府府丞，冰心玉暎，清潔皛然，昔趙清獻入蜀，一鶴一琴如遠者，庶能不墜其家聲云。